# Reilingen
Reilingen é um município da Alemanha localizado no distrito de Reno-Neckar, região administrativa de Karlsruhe, estado da Bade-Vurtemberga.